# FC Bavaria 1899 München
FC Bavaria 1899 München was een Duitse voetbalclub uit de Beierse hoofdstad München. De club was in 1900 een van de drie clubs uit München die medestichter waren van de Duitse voetbalbond, de andere twee waren 1. Münchner FC 1896 en FC Nordstern 1896 München.
De club werd op 1 november 1899 opgericht. Op verzoek van Bayern München werd er in 1902 een officieus stadskampioenschap gespeeld, buiten Bayern en Bavaria namen ook MTV München 1879 en 1. Münchner FC deel. Bavaria werd tweede achter Bayern. In 1902/03 nam de club deel aan de Zuid-Duitse eindronde en gaf in de eerste ronde Münchner FC een pak slaag met 16:0. In de 1/8ste finale verloor de club echter met 8:3 van Bayern. Hierna ging de club in de Zuid-Beierse competitie spelen. De club werd drie keer op rij derde.
Buiten voetbal was de club ook actief in atletiek, croquet en dameshockey. In 1907 sloot de club zich bij de grote sportvereniging Turngemeinde München AV aan.